# リッキー・ファン・デン・ベルフ
リッキー・ファン・デン・ベルフ（Ricky van den Bergh, 1980年11月17日 - ）は、オランダ・デン・ハーグ出身の元サッカー選手。現役時代のポジションはMF。

## 経歴
精度の高いキックが持ち味だが、フリーキックではよくバーに当たることで知られている。2008-09シーズンでは6回当てており、翌シーズンには10試合を終えた時点で4回当てている。
2010-11シーズン後半にスパルタ・ロッテルダムへ復帰。翌シーズンからFCリエンデンに加入する予定であったが破談となり、トップクラッセのFCスパケンブルフと契約した。